# 東盎格利亞王國
東盎格利亞王國（英語：Kingdom of East Anglia）是盎格魯撒克遜時代的盎格鲁王国，範圍包括现代英格蘭的诺福克郡和萨福克郡，以及沼澤區的東部。随着民族大遷徙，盎格魯撒克遜人在不列顛定居後約於6世紀建立東盎格利亞王國。在第7和第8世纪由烏芬加王朝統治，但在794年臣服於麥西亞王國的霸權下，並在869年被丹人征服成為丹人法区。918年被威塞克斯國王长者爱德华征服後併入英格兰王国。

## 歷史
东盎格利亚王国大約建于6世纪上半叶，根據傳說威哈被記錄為第一位东盎格利亚国王，其後是烏法。
一直到749年，东盎格利亞都是由烏芬加王朝統治，以半史實的烏法王命名。7世纪初，东盎格利亚王國在雷德瓦爾德國王的統治下成為一个强大的盎格鲁撒克逊王国。雷德瓦爾德是第一位受洗为基督徒的东盎格利亞国王，许多学者认为雷德瓦爾德就是埋葬（或被纪念）在伍德布里奇附近萨顿胡船墓内的人。雷德瓦爾德约在624年去世，在之後的幾十年間，东安格利亚王國逐漸臣服在麦西亚王國的霸權之下。雷德瓦爾德之後的幾位繼承人都在战斗中阵亡，例如西格伯特。西格伯特在位時，透過主教勃艮第的费利克斯的指导，基督教穩固在王國內傳播。
794年，埃塞爾伯特二世被麥西亞國王奧法下令處決。东盎格利亞失去獨立直到825年，期間僅在796年於埃德瓦爾德的領導下短暫恢復獨立。然而恢復獨立的東盎格利亞命運多舛。869年，维京人击败东盎格利亚人征服了整個王國，国王殉道者埃德蒙被杀。879年後，维京人在东盎格利亞建立永久定居地。903年，威塞克斯國王長者愛德華的堂弟埃塞爾沃德為了爭奪王位，誘使東盎格利亞的丹人发动战争。到917年，丹人接連失利後，东安格利亚臣服于爱德华并被併入英格兰王国。1016年丹麥國王克努特征服英格蘭後，他在東盎格利亞王國的原址上建立東盎格利亞伯國，但於1066年諾曼征服後重新統一為英格蘭王國。

### 聚落
盎格鲁撒克逊人在东盎格利亚定居的时间比其他地区更早，有可能是在5世纪初便已定居。東盎格利亞王國起源於盎格魯人建立在古代愛西尼部落與古羅馬城社文塔伊森诺龙（近今凯斯托圣埃德蒙）周邊領土上的政治聯盟。
東盎格利亞地區在4世紀時人口大幅縮減。根據研究：「至少在這個地區，或是英格蘭東部更廣泛的土地，在4世紀後期似乎已經荒蕪，可能包含整個小城鎮與村落的消失。這不單純只是聚落本地的位置、規模、特徵的改變，而是實實在在的被遺棄。」
根据比德的说法，东盎格利亞人（以及中盎格利亞人、麦西亚人和诺森布里亚人）是昂格尔恩半岛（於今天德國北部）当地人的後裔。東盎格利亞在大约704-713年首次被提到。虽然考古学和语言学证据表明该地区曾有大规模的日耳曼语族移民和定居，但是否所有移民都是盎格魯人一直受到质疑。
中世纪晚期的历史学家將東盎格利亞王國稱為盎格魯撒克遜七大王国之一，这是由杭廷顿的亨利在12世纪所訂。一些现代历史学家認為盎格魯撒克遜的政治局势實際上更加複雜，並质疑七大王國是否曾同时存在。

### 異教徒統治

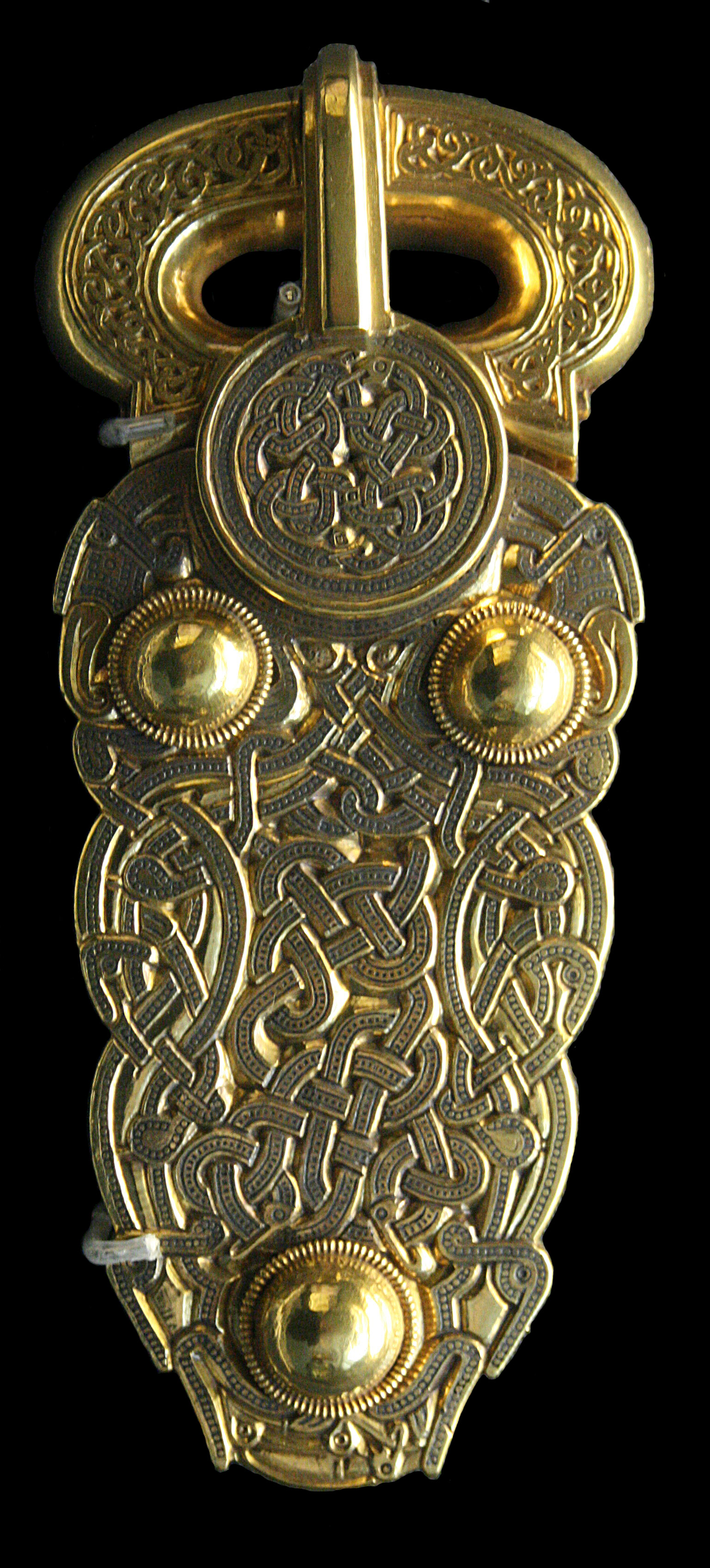
出土於薩頓胡船墓中的黃金皮帶扣

东盎格鲁王國最初由信仰盎格魯异教的乌芬加王朝統治，烏芬加顯然是以早期国王乌法的名字命名的，但他的名字也可能是从王朝的名字衍生而来，意思是「狼的後裔」。關於王国早期历史及其统治者的最重要的史料來自比德的《英吉利教會史》，但他几乎没有提供东盎格利亞国王的年表或他们在位时间的資料。關於最早期的国王或王国的组成方式沒有留下任何資料，不過可以推測王國的權力中心位在萨福克东部的斯内普和萨顿胡船墓密集地。「北方民族」（諾福克）和「南方民族」（薩福克）可能在第一批东盎格鲁国王到来之前就已经存在。
乌芬加王朝最具影響力的國王是雷德瓦爾德，《英吉利教會史》記載他是烏法之孫，泰提爾之子。在7世纪初雷德瓦尔德在位时，东盎格利亚曾短暫成為盎格鲁撒克逊英格兰最强大的王国之一，比德稱之为亨伯河以南诸国的霸主。616年，東盎格利亞在艾德爾河戰役擊敗並杀死诺森布里亞國王埃塞爾弗里斯，並扶植埃德溫為王，足以顯示其強大。雷德瓦爾德可能就是薩頓胡豪華船墓所紀念之人。
根據研究，薩頓胡船墓1號塚中發現一些文物和在瑞典文德爾時期出土的文物高度相似。過去曾有學者認為這代表烏芬加王朝是瑞典東部王室的後裔，不過現今認為這些瑞典出土的文物是在英格蘭製造，而且烏芬加王朝不太可能來自瑞典。

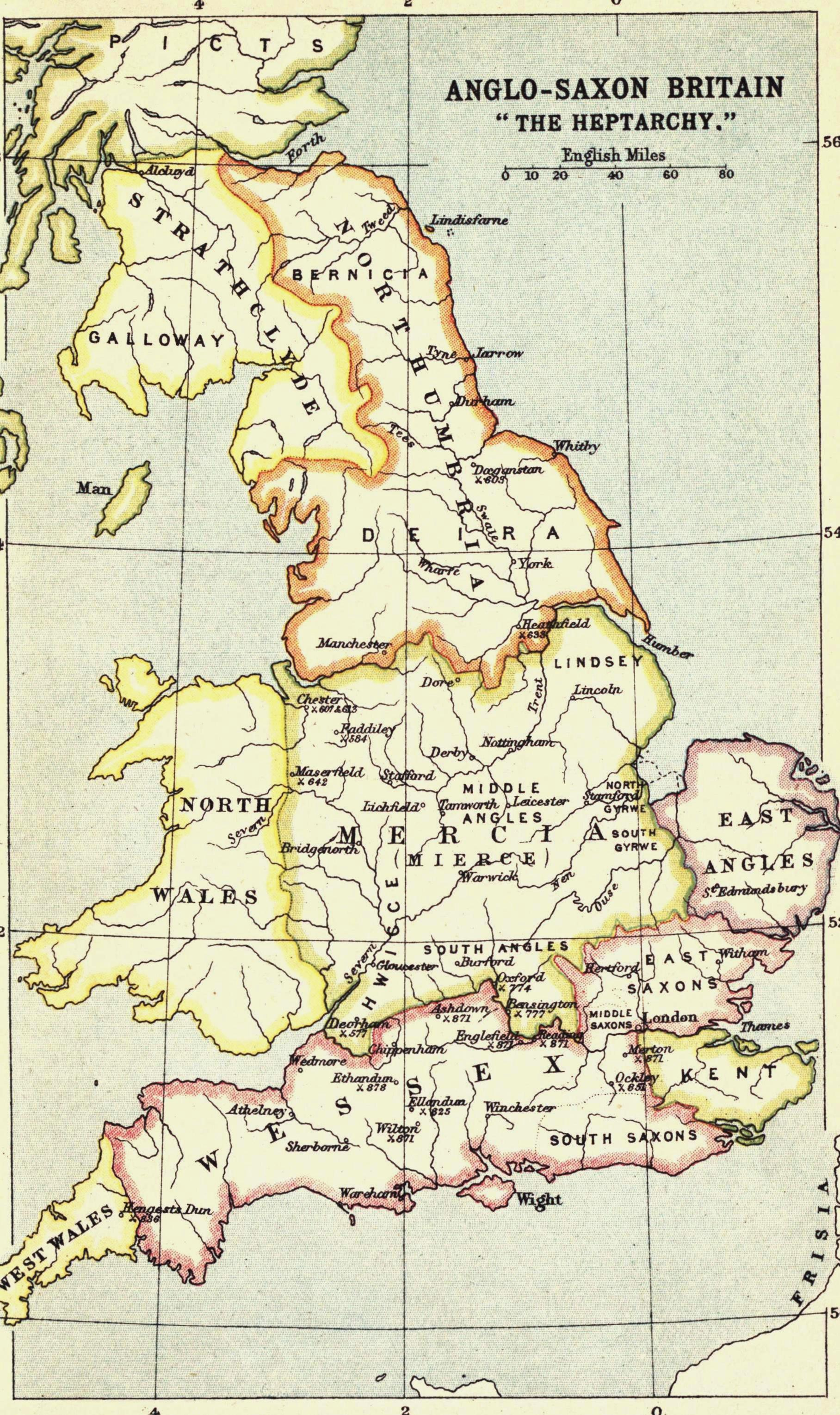
七國時代。出自巴塞洛缪的《欧洲文学与历史地图集》（1914年）

### 基督教化
盎格鲁撒克逊於7世纪逐漸基督教化。東盎格利亞沒有留下任何以盎格魯撒克遜神祇命名的聚落可以證明其基督教化的全面性。
604年，雷德瓦尔德成为第一位受洗的东盎格利亚国王。他供奉一个基督教祭坛，但同时也继续崇拜异教神。自616年起到624年雷達瓦爾德去世間，肯特和埃塞克斯國王短暫重新信仰異教，东盎格利亚國王是唯一信仰基督教的盎格魯撒克遜國王。雷德瓦爾德去世後，他的儿子厄爾普瓦爾德继位，不久後就在埃德溫的影响下皈依基督教，但基督教不被东盎格利亚人接受，而厄爾普瓦爾德也死于异教徒里奇伯特手中。叛教三年後，随着厄爾普瓦爾德的弟弟（或義弟）西格伯特流亡法蘭克王國期间接受洗禮，基督教重佔上風。西格伯特在頓莫克（可能是今鄧里奇）為勃艮第的費利克斯建立第一個東盎格利亞主教區。西格伯特後來隱退到修道院，並支持他的兄弟埃格里克繼位。

### 麥西亞王國的侵略
東盎格利亞王國在雷德瓦爾德領導下的輝煌時代，卻很快被麥西亞國王彭達的崛起所掩蓋。從7世纪中叶一直到9世纪初，麥西亞王國的勢力不斷擴大，從亨伯河到泰晤士河的廣大領地，包括東盎格利亞和更東南方的地區，都受制於麥西亞王國的霸權之下。
640年代初，彭達擊敗埃格里克和西格伯特，後者死後被尊为圣人。埃格里克的继任者恩那和他的兒子朱爾敏於654年的博坎普戰役（Battle of Bulcamp）中陣亡，結果東盎格利亞成為麥西亞王國的附庸國。655年，东盎格利亞國王的埃塞爾赫爾加入彭达对抗諾森布里亞國王奥斯威，結果麥西亞王國在溫韋德戰役中大敗，彭达和埃塞爾赫爾雙雙陣亡。
乌芬加王朝的末代国王是埃爾夫瓦爾德，他于749年去世。在7世纪末到8世纪末間，东盎格利亞繼續存在於麥西亞霸權的陰影下。終於到794年，麦西亚國王奥法处决了东盎格利亞国王埃塞爾伯特，將王國納入自己的控制下。796年奥法去世后，埃德瓦尔德领导东盎格利亞人重新独立，但短暂的复兴被新任麦西亚国王肯沃夫镇压。
825年，由埃塞尔斯坦领导的叛亂使東盎格利亞脫離麥西亞王國重新獨立。麦西亞國王伯恩伍爾夫試圖鎮壓叛亂但反遭殺害，他的继任者盧德卡也在827年遭遇了同样的命運。东盎格利亞人向威塞克斯國王埃格伯特提出請求，保护其免受麦西亚人的侵害，埃塞尔斯坦随后承认埃格伯特為宗主。虽然威塞克斯王國在8世纪時控制了被麦西亚王國吸收的东南地區，但东盎格利亞可以維持独立。

### 维京人劫掠和定居

878年的英格兰，当时东盎格利亞被維京領主古斯倫統治

865年，丹人率領异教徒大军入侵東盎格利亞，在前往诺森布里亚前佔領東盎格利亞以確保馬匹和過冬。丹人于869年返回塞特福德過冬，东盎格利亞國王埃德蒙率軍襲擊，他在海格里斯敦（關於這個地點的所在有很多種說法：983年紀錄為布拉德菲尔德圣克莱尔，靠近埃德蒙後來的下葬地圣埃德蒙兹伯里；985年記錄為諾福克的赫勒斯登或薩福克的霍克森；現在則認為是埃塞克斯的莫爾登）戰敗被殺。从那时起，东盎格利亞实际上不再是个独立王国。丹人擊敗東盎格利亞人後，任命傀儡国王代替他們统治，並繼續對麦西亚王國和威塞克斯王國的戰爭。878年，異教徒大軍的最後一波主力被阿尔弗雷德大帝击败，雙方缔结和約後撤出威塞克斯。880年，维京人在古斯倫的领导下重返东盎格利亚，据史学家稱：「古斯倫迅速接納了王权和傳統，包括铸造硬币。」
古斯倫統治的領土除了东盎格利亞、剑桥郡，以及贝德福德郡與赫特福德郡的部分地区外，可能还包括原本屬於威塞克斯王國的埃塞克斯。

### 併入英格兰王国
10世纪初，东盎格利亞的丹人受到威塞克斯国王爱德华的压迫越來越嚴重。902年，爱德华的堂弟埃塞爾沃德因争夺王位失敗而被流放，在诺森布里亚逗留後抵达埃塞克斯。他显然被英格兰一些或所有丹人接受为国王，并于903年诱使东盎格利亞的丹人对爱德华发动战争。結果埃塞爾沃德和東盎格利亞國王歐里克在沼澤地的戰鬥中戰敗身亡。
在911-919年，爱德华扩大他对亨伯河以南地區的控制，在埃塞克斯和麦西亚領土建立堡壘城鎮，以控制丹人在河流上的行動。917年，丹人在東盎格利亞的地位突然崩溃。一连串的失败最终导致他們失去北安普顿和亨廷登，以及埃塞克斯其他地区的領土。一位可能来自东盎格利亚的丹人国王在滕斯福德被杀。丹人雖然依靠海外增援的協助進行反擊但還是被镇压，随着爱德华的军队深入，许多東盎格利亞的臣民叛逃，丹人最終被迫投降。
东盎格利亞被併入英格兰王国。東盎格利亞伯國在1017年成立於诺福克和萨福克，克努特大帝封高大的索克爾為伯爵。重建後的教會制度將原本東盎格利亞的兩個主教區合併為一個北埃姆罕主教區。

## 古東盎格利亞方言
东盎格利亞人说古英语。他们的语言具有历史重要性，這是因為他们是5世纪第一批抵达不列顛的日耳曼移民者之一，有學者說：「东盎格利亚可以说是世界上第一个讲英语的地方。」
古英语方言的证据来自对文本、地名、人名和硬币的研究。除了已知的諾森布里亞方言，麥西亞方言，西撒克逊方言和肯特方言外，A.H.史密斯是第一位主張古东盎格利亞方言存在的人，他承认主張這種方言存在只是假設，因為：「原始方言的语言边界不可能长期一直固定。」由于没有东盎格利亚手稿、古英语銘刻或契約等文字记录幸存下来，因此几乎没有证据支持这种方言存在。根据冯·费利岑在1930年代的一项研究，《末日审判书》中许多地名是來自當地法官的紀錄，因此盎格鲁撒克逊人的地名和口语形式得到了部分保存。根據《末日审判书》還有後來的資料顯示一个方言边界曾经存在过，這條邊界将東盎格利亞和其相鄰的郡分開，包含剑桥郡（以及人烟稀少的沼澤地）、诺福克郡和萨福克郡。

## 地理

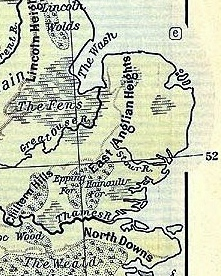
英格兰东部的地图

东盎格利亞王国的北部和东部与北海接壤，南部以古代的斯陶爾河劃分和埃塞克斯王國的界線。历史学家理查·霍格特(Richard Hoggett)表示，北海提供王國與斯堪的纳维亚半岛和日耳曼北部的繁荣海上通路。王國的西部邊界部分以大烏茲河為界，再往西接壤拉爾克河和肯尼特河，最遠到達今天劍橋郡的康河。東盎格利亞王國規模最大時的領土包含今天的诺福克郡、萨福克郡和剑桥郡东部等地区。
在罗马統治時代和盎格鲁撒克逊时代，該地區的东部边界受到侵蚀作用以及在北部海岸的沉积作用大大改变东盎格利亞的海岸线（在未來也持續作用）。在晚期，海水淹没了低洼的沼泽地區。随着海平面下降，在主要河口以及伯格城堡附近的「大河口」形成沖積層，成為一个大型的封闭沙嘴。

## 史料来源
由於没有东盎格利亚土地證書（以及其他文件）幸存下来，且学者们對於中世紀編年史的處理非常谨慎，再加上維京人的侵略使王国內的修道院幾乎完全被破壞以及两个主教座消失，因此很少有關於東盎格利亞王国的可信记录留下。關於東盎格利亞王國早期的主要文献来自比德在8世纪寫的《英吉利教會史》。东盎格利亚在《部族藏書》中第一次作為獨立政治體記載，這本書被认为是在7世纪英格兰某地编纂的。
下列為盎格鲁撒克逊時代的史料，記載有关東盎格利亞王國的資訊與相關事件：
- 《英吉利教會史》
- 《盎格鲁撒克逊编年史》
- 《部族藏書》：东盎格利亞的領土面積估計有3萬海德（英语：Hide (unit)）（Hide，一種土地丈量單位，用以計算各地區應負擔的的軍役和稅收），在资源上明顯优于薩塞克斯和林赛等较小的王国。[eek 9]
- 《不列颠人的历史》
- 《聖福倫的一生》（Life of Foillan），著於7世纪。

後諾曼時代史料（有不同程度的历史可信性）：
- 《伊利之書（英语：Liber Eliensis）》，著於12世纪。
- 伍斯特的佛羅倫斯（英语：Florence of Worcester）著《编年史》，著於12世纪。
- 杭亭頓的亨利（英语：Henry of Huntingdon）著《英格蘭歷史》（Historia Anglorum），著於12世纪。
- 文多弗的羅傑（英语：Roger of Wendover）著《歷史之花（英语：Flores Historiarum）》，著於13世纪。

## 資料來源
1. ↑   本条目包含来自公有领域出版物的文本: Chisholm, Hugh (编).  (第11版). London: Cambridge University Press. 1911.
2. ↑  Catherine Hills, The Anglo-Saxon migration to Britain: an archaeological perspective (2016)
3. 1 2 3 4 5 6  Higham, N. J. . M. Lapidge;  et al  (编). . London: Blackwell: 154–155. 1999. ISBN 978-0-631-22492-1.
4. ↑  Dark, Ken R.  (PDF).   [2021-12-30]. （原始内容存档 (PDF)于2021-06-01）.
5. ↑  Toby F. Martin, The Cruciform Brooch and Anglo-Saxon England, Boydell and Brewer Press (2015), pp. 174-178
6. ↑  Catherine Hills, "The Anglo-Saxon Migration: An Archaeological Case Study of Disruption," in Migrations and Disruptions, ed.
7. ↑  Coates, Richard. .   [2021-09-20]. （原始内容存档于2021-03-08）.
8. ↑  Baring-Gould, Sabine.  12 Internet Archive. Nimmo. 1843: 712  [2011-07-08].
9. ↑  .   [30 April 2012]. （原始内容存档于28 September 2015）.
10. ↑  Keith Briggs, Was Hægelisdun in Essex?
11. ↑  Forte, Angelo; Oram, Richard D.; Pedersen, Frederik. . New York: Cambridge University Press. 2005: 72. ISBN 978-0-521-82992-2.
12. ↑  Lavelle, Ryan. . Woodbridge: The Boydell Press. 2010: 325. ISBN 978-1-84383-569-1.
13. ↑  Stafford, A Companion to the early Middle Ages, p. 205.
14. ↑  Hunter Blair, Peter; Keynes, Simon.  3rd. Cambridge: Cambridge University Press. 2003: 79. ISBN 978-0-521-29219-1.
15. ↑  Wilson, David Mackenzie. . London: Methuen & Co Ltd. 1976: 135–6. ISBN 978-0-416-15090-2.
16. ↑  Harper-Bill, Christopher; Van Houts, Elisabeth. . Woodbridge: The Boydell Press. 2002: 7. ISBN 978-1-84383-341-3.
17. ↑  Kortmann, Bernd; Schneider, Edgar W. . 1 Phonology. The Hague: Mouton de Gruyter. 2004: 163. ISBN 978-3-11-017532-5.

- Brown, Michelle P.; Farr, Carol Ann. . London, New York: Leicester University Press. 2001. ISBN 978-0-8264-7765-1.

1. ↑  Brown and Farr, Mercia, pp. 2 and 4.
2. ↑  Brown and Farr, Mercia, p. 215.
3. ↑  Brown and Farr, Mercia, p. 310.
4. ↑  Brown and Farr, Mercia: an Anglo-Saxon kingdom in Europe, pp. 222 and 313.

- Carver, M. O. H. (编). . Woodbridge: Boydell Press. 1992. ISBN 978-0-85115-361-2.

1. ↑  Carver, The Age of Sutton Hoo, p. 3.
2. ↑  Carver, Age of Sutton Hoo, pp. 4–5.

- Fisiak,OldEastAnglian

1. ↑  Fisiak, Old East Anglian, p. 22.
2. ↑  Fisiak, Old East Anglian, pp. 19–20.
3. ↑  Fisiak, Old East Anglian, pp. 22–23.
4. ↑  Fisiak, Old East Anglian, p. 27.

- Hoggett, Richard. . Woodbridge: The Boydell Press. 2010. ISBN 978-1-84383-595-0.

1. ↑  Hoggett, The Archaeology of the East Anglian Conversion, pp. 1–2.
2. ↑  Hoggett, The Archaeology of the East Anglian Conversion, p. 2.

- Hoops, Johannes. . Berlin: Walter de Gruyter & Co. 1986 [1911–1919]. ISBN 978-3-11-010468-4 （英语及德语）.

1. ↑  Hoops, Reallexikon der germanischen Altertumskunde, Volume 24, p. 68.
2. ↑  Hoops, Reallexikon der germanischen Altertumskunde, Volume 6, p. 328.
3. ↑  Hoops, Reallexikon der germanischen Altertumskunde, Volume 6, p. 328.

- Kirby, D. P. . London and New York: Routledge. 2000. ISBN 978-0-415-24211-0.

1. ↑  Kirby, p. 20.
2. ↑  Kirby, Earliest English Kings, p. 4.
3. ↑  Kirby, The Earliest English Kings, p. 54.
4. ↑  Kirby, The Earliest English Kings, p. 52.
5. ↑  Kirby, The Earliest English Kings, p. 55.
6. ↑  Kirby, The Earliest English Kings, p. 66.
7. ↑  Kirby, The Earliest English Kings, pp. 78–79.
8. ↑  Kirby, The Earliest English Kings, p. 173.
9. ↑  Kirby, Earliest English Kings, p. 11.

- Stenton, Sir Frank. . New York: Oxford University Press. 1988. ISBN 978-0-19-821716-9.

1. ↑  Stenton, Anglo-Saxon England, pp. 321–322.
2. ↑  Stenton, Anglo-Saxon England, p. 328.

- Yorke, Barbara. . London and New York: Routledge. 2002. ISBN 978-0-415-16639-3.

1. ↑  Yorke, Kings and Kingdoms, p. 58.
2. ↑  Yorke, Kings and Kingdoms, p. 61.
3. ↑  Yorke, Kings and Kingdoms, p. 61.
4. 1 2  Yorke, Kings and Kingdoms of Anglo-Saxon England, p. 62.
5. ↑  Yorke, Kings and Kingdoms of Early Anglo-Saxon England, p. 63.
6. ↑  Yorke, Kings and Kingdoms of Early Anglo-Saxon England, p. 58.

- Warner, Peter. . Manchester and New York: Manchester University Press. 1996. ISBN 978-0-7190-3817-4.

1. ↑  Warner, Suffolk, p. 61.
2. ↑  Warner, The Origins of Suffolk, p. 109.
3. ↑  Warner, The Origins of Suffolk, p. 84.
4. ↑  Warner, The Origins of Suffolk, p. 142.

## 延伸閱讀
- Hadley, Dawn. Stafford, Pauline , 编. . Chichester: Blackwell. 2009. ISBN 978-1-4051-0628-3.
- Williams, Gareth. Brown, Michelle P.; Farr, Carol Ann , 编. . Leicester: Leicester University Press. 2001. ISBN 978-0-8264-7765-1.